# Casino de Houlgate
Le casino de Houlgate est un casino datant de 1877 situé au bord de la plage de la station balnéaire. Il appartient au groupe Vikings. Il dispose d’un restaurant, Entre Terre et mer.

## Histoire
Un premier casino en bois est construit en 1859. Il se trouve face au luxueux  Grand-Hôtel de la plage construit lui aussi en 1859. 
Le casino actuel ouvre en 1877. Il fonctionne sans encombre jusqu’en 1903, année où M. Pillu, le maire de la ville, et le docteur Boulay, président du syndicat d’initiative entrèrent en conflit au sujet du casino. Les travaux débutent finalement en 1905 et s’achèvent en 1909. Le casino connait alors un grand succès. Un théâtre y est aménagé comptant une troupe permanente de dix acteurs et un orchestre de dix musiciens. De grandes fêtes y sont données et de célèbres artistes parisiens y passent la soirée.
Depuis son ouverture, le casino  a ainsi accueilli des artistes et personnalités telles que Claude Debussy, Émile Zola, Roland Garros, Franc Nohain, la famille Breguet, le roi François II de Naples…